# Region łysogórski

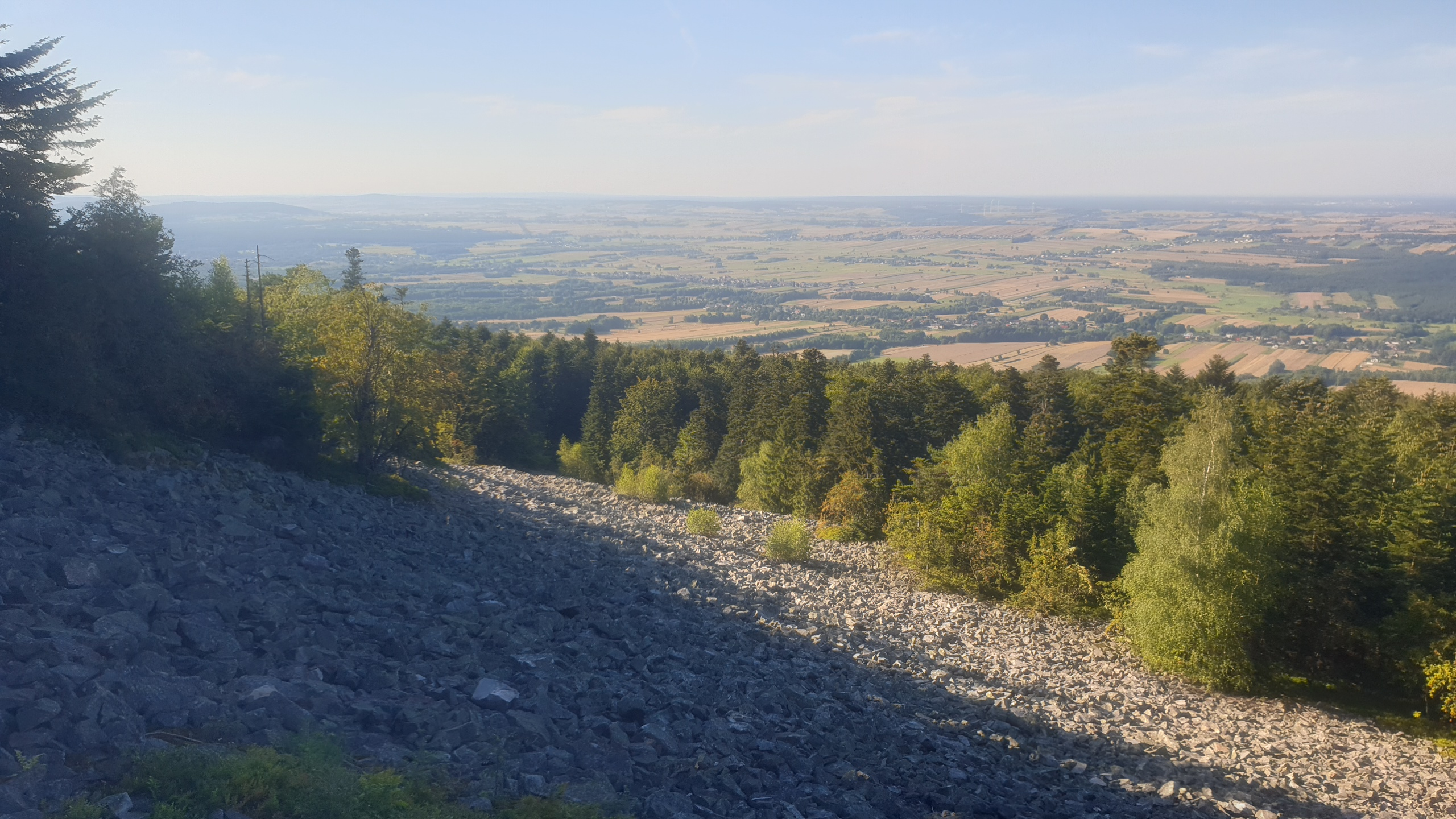
Widok z Łysej Góry ku NW, pokazujący formy geomorfologiczne, obrazujące sekwencję skalnej regionu łysogórskiego. Na pierwszym planie (gołoborze) kwarcyty kambryjskie. Dalej widoczna Dolina Wilkowska, odpowiadająca miękkim skałom ordowiku i syluru. Na horyzoncie po prawej stronie niskie wzgórza zbudowane z piaskowców dewońskich.

Region łysogórski – jedna z dwóch podstawowych jednostek podziału geologicznego Gór Świętokrzyskich. Region łysogórski czyli północny przeciwstawia się regionowi kieleckiemu czyli południowemu. W literaturze anglojęzycznej czasami używa się akronimu NHCM (ang. Northern Holy Cross Mountains).

## Definicja

### Kontekst geologiczny
Góry Świętokrzyskie to obszar odsłonięć skał paleozoicznych, otoczony wychodniami skał mezozoicznych i kenozoicznych. W wąskim znaczeniu termin „Góry Świętokrzyskie” odnosi się wyłącznie do trzonu paleozoicznego przeciwstawionego mezo- i kenozoicznemu obrzeżeniu. Podział na regiony łysogórski i kielecki dotyczy trzonu paleozoicznego.

### Cechy wyróżniające i granice
Jednostki podziału geologicznego Gór Świętokrzyskich można pojmować dwojako: 
- jako regiony facjalne, to znaczy jednostki odznaczające się podobnym wykształceniem równowiekowych utworów skalnych;
- jako bloki tektoniczne, to znaczy jednostki oddzielone znacznymi nieciągłościami skorupy ziemskiej.

Wyróżnienie regionów facjalnych opiera się na całości obserwowalnych cech utworów skalnych. Region północny (łysogórski) odznacza się większą ciągłością sedymentacji i bardziej głębokowodnym charakterem utworów skalnych, natomiast południowy (kielecki) – większą liczbą luk sedymentacyjnych i osadami bardziej płytkowodnymi. 
Regionom facjalnym odpowiadają jednostki tektoniczne: blok łysogórski na północy i blok małopolski na południu. Południową granicą regionu łysogórskiego jest dyslokacja świętokrzyska (uskok świętokrzyski, szew świętokrzyski), rozcinająca skorupę ziemską na głębokość około 50 km i przebiegająca w przybliżeniu u południowego podnóża Łysogór w kierunku WNW–ESE. Ku północy utwory paleozoiczne regionu łysogórskiego (łysogórsko-radomskiego, choć czasami od regionu łysogórskiego odróżnia się strefę radomsko-kraśnicką) zapadają pod skały młodsze; północną granicą bloku łysogórskiego jest strefa Teisseyre'a-Tornquista.  
W różnych okresach dziejów Ziemi granica między regionami facjalnymi łysogórskim i kieleckim znajdowała się na linii dyslokacji świętokrzyskiej lub na południe od niej (najdalej na południe w famenie). 

### Historia badań
Pierwsze obserwacje na temat zróżnicowania facjalnego dewonu środkowego Gór Świętokrzyskich przedstawił Dymitr Sobolew. Formalnie region łysogórski wyróżnił Jan Czarnocki.
W drugiej połowie XX wieku, po rozpowszechnieniu się tektoniki płyt, możliwe stało się podjęcie zagadnienia interpretacji zróżnicowania facjalnego jako wyrazu różnic w historii paleogeograficznej odpowiednich obszarów, jednak dotychczas nie uzyskano w całości zadowalającego rozwiązania.

## Paleozoik łysogórski

### Profil
W regionie łysogórskim występuje najbardziej kompletny profil paleozoiku w południowej Polsce, od środkowego kambru po najwyższy dewon, z jedną luką w dolnym ordowiku. W części dolnego dewonu występują osady lądowe, jednak nie ma luki.  
Z wydzieleń litostratygraficznych ograniczonych do regionu łysogórskiego można wymienić środkowodewońską formację skalską z bogatą fauną. 

### Podział na jednostki niższego rzędu
Region łysogórski można podzielić na trzy jednostki tektoniczne (od południa ku północy): jednostkę (lub monoklinę) łysogórską, synklinę bodzentyńską i antyklinę bronkowicko-wydryszowską. 

## Interpretacja paleogeograficzna
W dewonie blok łysogórski i małopolski były już na pewno połączone i znajdowały się na południowym szelfie Laurosji. Natomiast to, czy przed dewonem ich ewolucja tektoniczna przebiegała razem czy osobno oraz jaki był stosunek bloku łysogórskiego do paleokontynentu Baltiki, jest ciągle kwestią sporną. Region łysogórski interpretowano jako  część kratonu wschodnioeuropejskiego, terran kaledoński, obszar fałdowań kaledońskich lub obszar fałdowań waryscyjskich. 